# نمایشگاه (فیلم ۲۰۱۳)
نمایشگاه (انگلیسی: Exhibition) فیلمی در ژانر درام به کارگردانی جوانا هاگ است که در سال ۲۰۱۳ منتشر شد.